# Lignac
Lignac é uma comuna francesa na região administrativa do Centro, no departamento Indre. Estende-se por uma área de 68,22 km². Em 2010 a comuna tinha 460 habitantes (densidade: 6,7 hab./km²).